# Athina Onassis
Athina Onassis, all'anagrafe Athina Hélène Roussel, conosciuta anche come Athina Onassis de Miranda (Neuilly-sur-Seine, 29 gennaio 1985), è una cavallerizza e socialite greca, figlia di Christina Onassis (a sua volta figlia dell'armatore greco Aristotele Onassis e di Athina Livanou) e di Thierry Roussel.

## Biografia
Nata da Christina Onassis, figlia dell'armatore greco Aristotele Onassis e della sua prima moglie Athina Livanou (figlia dell'armatore Stavros Livanos), e dal suo quarto marito Thierry Roussel, erede di una casa farmaceutica. I genitori divorziano nel 1987 dopo che il padre aveva avuto due figli dall'amante Marianne "Gaby" Landhage. La madre è morta nel 1988 quando la bambina aveva appena 3 anni. Dopo la morte della madre viene cresciuta dal padre e dalla sua amante, con la quale il padre ha aveva avuto un altro figlio. Il padre si risposa con la madre dei suoi altri tre figli. I rapporti con il padre sono freddissimi dal 2002, cioè da quando si è trasferita in Brasile, per seguire il compagno Álvaro "Doda" de Miranda Neto, divenuto poi suo marito. 
È l'unica erede (dal 29 gennaio 2006), oltre alla fondazione Alexander Onassis, dell'enorme patrimonio di suo nonno Aristotele il cui ammontare si aggirerebbe intorno ai 2,7 miliardi di dollari. Il patrimonio complessivo include fra l'altro una cinquantina di navi, palazzi principeschi a Parigi e a Londra, ville ad Ibiza ed a Ginevra, un grattacielo a New York, due miniere di diamanti in Sudafrica, azioni di oltre 360 società internazionali di varia natura, 217 conti bancari, gioielli, cavalli da corsa, opere d'arte. Più naturalmente l'isola di Skorpios, nel Mar Ionio, (l'isola che suo nonno, che vi è sepolto, comprò per regalarla alla sua amante Maria Callas), ceduta nel 2013, collezioni di arte e di gioielli e molti altri beni. Alcuni dei gioielli della madre, per un valore di 8 milioni di sterline, sono stati battuti all'asta da Christie's l'11 giugno 2008.
Atleta nel campo dell'equitazione internazionale, ha rappresentato la Grecia ai campionati europei di salto ostacoli del 2013 ed ai Campionati mondiali 2014. Le è stato dedicato anche un concorso ippico a Saint Tropez.

## Vita privata
Il 3 dicembre 2005 si è sposata nella tenuta "Fundação Oscar e Maria Luisa Americano" nell'entroterra di San Paolo del Brasile con Álvaro de Miranda Neto. La coppia ha divorziato nel 2016.